# Trentepohlia camillerii
Trentepohlia camillerii är en tvåvingeart som beskrevs av Alexander 1960. Trentepohlia camillerii ingår i släktet Trentepohlia och familjen småharkrankar. Inga underarter finns listade i Catalogue of Life.